# 3600 Archimedes
3600 Archimedes eller 1978 SL7 är en asteroid i huvudbältet som upptäcktes den 26 september 1978 av den sovjetisk-ryska astronomen Ljudmila Zjuravljova vid Krims astrofysiska observatorium på Krim. Den har fått sitt namn efter den grekiske matematikern, fysikern, ingenjören, uppfinnaren, astronomen och filosofen Arkimedes.
Asteroiden har en diameter på ungefär 6 kilometer och den tillhör asteroidgruppen Innes.